# Synarchisme
Het synarchisme is een uit het Grieks afkomstige politieke term welke "samen regeren" betekent.
De term wordt voor verschillende groepen gebruikt:
- Synarchie is de naam die door de Franse erudiet Alexandre Saint-Yves d'Alveydre werd gegeven aan zijn ideale regeringsvorm. Daarna werd de term overgenomen door bewegingen van heel verschillende aard.
- In Mexico was het synarchisme een ideologie die werd aangehangen door de extreemrechtse Nationaal Synarchistische Unie (UNS).
- Chinees synarchisme was het systeem van coöptatie waarmee tijdens de Qingdynastie de Chinese elites hun macht wisten de behouden.
- De term is ook populair in complottheorieën, voor een regering door geheime genootschappen.
- Het Mouvement synarchique d’empire was een organistaite in Frankrijk tijdens de Tweede Wereldoorlog.
- Het Pacte synarchiste révolutionnaire pour l'empire français was een document ten behoeve van een collaboratiebeweging in de Tweede Wereldoorlog.